# Canal de Crinan
El canal de Crinan es un canal construido en 1801 entre las localidades de Crinan, al oeste, y Ardrishaig, al este, pertenecientes al concejo de Argyll y Bute, al este de Escocia. Tiene 14 km de longitud y permite la navegación entre el fiordo de Clyde y el mar de las Hébridas, sin tener que rodear la península de Kintyre.